# Station Chokier
Station Chokier is een voormalige spoorweghalte langs spoorlijn 125 (Namen - Luik), in Chokier een deelgemeente van de gemeente Flémalle. Het werd in 1888 geopend en was tijdens de Eerste Wereldoorlog gesloten. Daarna hebben er nog treinen gestopt vanaf 1919 tot 1940, waarna de stopplaats nooit meer heropend is.
0,0: Luik-Guillemins ·
1,1: Val-Benoît ·
2,9: Sclessin ·
5,1: Tilleur ·
6,4: Pont-de-Seraing ·
7,3: Jemeppe-sur-Meuse ·
9,3: Flémalle-Grande ·
10,0: Leman ·
11,2: Flémalle-Haute ·
12,3: Chokier ·
14,0: Aigremont ·
15,3: Engis ·
17,3: La Mallieue ·
18,8: Hermalle-sous-Huy ·
21,2: Haute-Flône ·
22,5: Amay ·
24,9: Ampsin ·
27,9: Corphalie ·
29,4: Hoei ·
30,4: Statte ·
32,7: Bas-Oha ·
35,7: Java ·
40,3: Andenne ·
41,7: Château-de-Seilles ·
46,5: Sclaigneaux ·
48,8: Namêche ·
51,5: Marche-les-Dames ·
54,7: Beez ·
57,1: Faubourg-Saint-Nicolas ·
59,5: Namen